# N2 (Demokratische Republik Kongo)
Die N2 ist eine Fernstraße in der Demokratischen Republik Kongo, die in Mbuji-Mayi beginnt und sich in Katana in die N3 eingliedert. Sie ist 1758 Kilometer lang.

## Größere Städte an der Strecke
- Butembo
- Goma
- Katana
- Kabinda
- Rutshuru
- Sake